# Perfect (canção de The Smashing Pumpkins)
"Perfect" é uma canção escrita por Billy Corgan, gravada pela banda The Smashing Pumpkins.
É o segundo single do quarto álbum de estúdio lançado a 2 de junho de 1998, Adore.

## Desempenho nas paradas musicais
| Parada musical (1998)                       | Posições |
| ------------------------------------------- | -------- |
| Estados Unidos - Adult Pop Songs            | 31       |
| Estados Unidos - Hot Mainstream Rock Tracks | 33       |
| Estados Unidos - Alternative Songs          | 3        |
| Estados Unidos - Billboard Hot 100          | 54       |
| Canadá - Canada Airplay BDS                 | 13       |
| Nova Zelândia - RIANZ                       | 18       |
| Reino Unido - UK Singles Chart              | 24       |